# Társadalmi nemek tudománya

A nemek összefonódó szimbólumai. A vörös (bal oldalon Vénusz szimbóluma) a nőt, a kék (jobb oldalon) Mars szimbóluma a férfit szimbolizálja.

A társadalomban megfigyelhető nemi szerepekre irányuló, a pszichológia és szociológia tárgykörébe tartozó kutatások tárgyát képezi a társadalmi nemek tudománya, (angolul: gender studies, helytelen magyar megnevezése: „genderelmélet”) amely elsősorban a tanult (nem biológiai) nemi szerepekkel és annak társadalmi vonatkozásaival foglalkozó diszciplína. 

## A társadalmi nemek tudományának alapkoncepciója
A szociológia tárgykörébe tartozó tudományterület azokkal a társadalmi tényezőkkel foglalkozik, amelyekben a többnyire nők és a férfiak között fennálló társadalmi különbségek megmutatkoznak, kifejeződnek. A gendertudomány szerint a női és férfi nemi sztereotípiák nem alapozhatók meg a biológiával, ahogyan a nemi szerepekre való determináció sem igazolható a testi felépítés által: ha empirikusan, azaz a tapasztalati ismeretszerzés szintjén adott esetben beigazolódik közülük néhány, annak a hátterében nem biológiai meghatározottság, hanem a nemiséggel kapcsolatos normák elsajátítása, internalizálása áll.
Eszerint tehát a társadalmi nem (gender) a társadalom által elvárt szereprepertoár. Ezt a szereprepertoárt a nevelődéssel, a felnőtté válás során a szocializációval sajátítjuk el. (Jó példa erre az, amikor a kisgyermekekre születésük után nemük szerint rózsaszín vagy világoskék szalagocskákat kötnek, vagy amikor gyermekként a lányoknak babát, a fiúknak pedig játékkatonákat ajándékoznak, vagy a szülői, rokoni figyelmeztetések, melyek a lányokat kedvességre, a fiúkat határozott érdekérvényesítésre intik.) Ezek a jelenségek mind azt szolgálják, hogy a gyerekek beletanuljanak az életük végéig játszandó nemi szerepekbe, s világosan utalnak a nemi szerep tartalmára és egymáshoz való viszonyukra. Természetesen a társadalmi nemhez kapcsolódó szereprepertoár erőteljes különbözéseket mutat a különféle társadalmakban, valamint ugyanazon társadalmon belül is sokat változhat a gazdasági, történelmi vagy politikai folyamatok következtében.

## Története

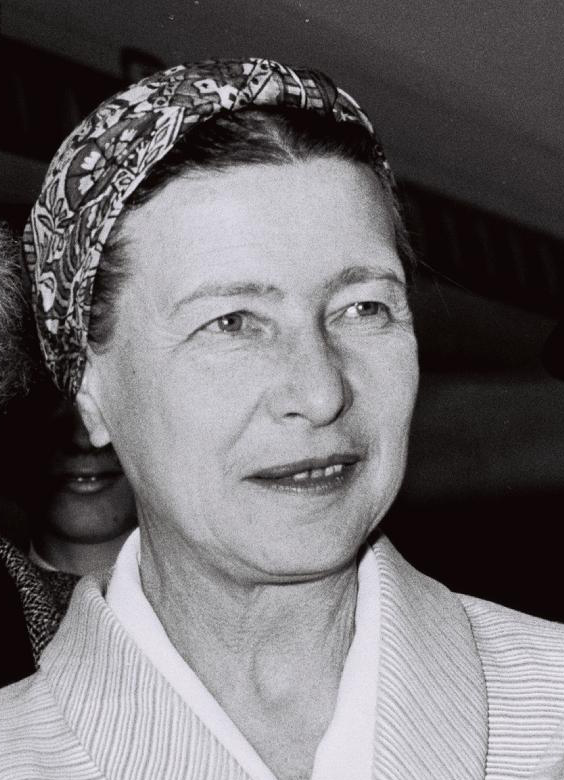
Simone de Beauvoir francia írónő, egzisztencialista filozófus

A gender alapjait elsőként egy francia feminista és egzisztencialista filozófus, Simone de Beauvoir fektette le 1949-ben kiadott könyvében, amely A második nem címet viseli, és a mai napig nagy jelentőséggel bír. Művében nem használta konkrétan a gender kifejezést, de végeredményben megalapozta a gendertudomány eszméjét. Az ebben megfogalmazott gondolatok lényege az, hogy a biológiai nemre ráépülő viselkedésmód az, ami az embereket igazán nővé vagy férfivá teszi. Ezt a feminizmus biológiai esszencializmusnak nevezi.
A genderfogalom elsőként egy pszichiáter professzor,  Robert Stoller 1968-ban kiadott művében (Sex and Gender) jelent meg, mely mai értelmében azokat a kulturális elvárásokat írja le, amelyeket a patriarchális (apajogon, férfijogon alapuló) társadalom egy adott társadalmi nemhez rendel, többek között, hogy az adott nemű embernek hogyan kellene viselkednie, beszélnie, öltözködnie és gondolkodnia, valamint, hogy milyen célok felé kellene törekednie és milyen tevékenységekben kellene részt vennie, kitűnnie vagy örömét lelnie. A nemi szerepek a nyugati kultúrákban kivétel nélkül a kétosztatú (vagyis a férfi és női kategóriát), valamint az ezekhez kapcsolódó, férfias és nőies tulajdonságok halmazát különbözteti meg, melyekhez különféle sztereotípiák kapcsolódnak. 1968-ban Stoller megírta a Szex és nem című művét , ahol azt feltételezte, hogy "A nemi identitás alapvető érzése... három forrásból származik: a nemi szervek anatómiájából és fiziológiájából; a szülők, testvérek és társaik attitűdjéből a gyermek nemi szerepéhez; és egy biológiai erő, amely többé-kevésbé módosíthatja az attitűd (környezeti) erőket." Ebben amellett érvelt, hogy a nemi átmenetet kutatási technikaként kell alkalmazni, de csak az "igazi transzneműeknek" nevezetteknek ajánlani, akik "gyermekkorukban soha nem voltak túl nőiesek, soha nem éltek elfogadhatóan férfias szerepben, és akik nem szereztek örömet a péniszükből. (251. o.)"[forrás?]
Az elsők között kutatta John Money (1921. július 8. – 2006. július 7.) új-zélandi pszichológus, szexológus és író, aki a szexuális identitás és a nemek biológiájával kapcsolatos kutatásairól ismert. Ellentmondásos volt a kiszolgáltatott páciensekkel szemben tanúsított magatartása, beleértve a szexuális visszaélést és a kisgyermekeket célzó konverziós terápia támogatását. Ő volt az egyik első kutató, aki elméleteket publikált a társadalmi nemi konstrukciók hatásáról a nemi identitás egyéni kialakulására. Money bevezette Harry Benjamin endokrinológus-szexológus 1966-ból származó tranzszexualizmus kifejezése mellé a nemi identitás, a nemi szerep és a szexuális irányultság fogalmakat. A pályafutásának jelentős részét az Egyesült Államokban töltötte.[forrás?]
A huszadik század hetvenes éveiben különült el a biológiai nem és a társadalmi nem fogalma, ekkor született meg a gender mint fogalom. Robert Stoller pszichoanalitikus 1968-ban megjelent írásától kezdve számítjuk a gender, a társadalmi nem fogalmának megszületését. Ez a mű fontos kiindulópontja volt a nők és férfiak eltérő viselkedésének tudományos tanulmányozásához, mely kutatások azóta is folynak.

## A feminista mozgalom nézőpontja
A hagyományos nemi szerepek, valamint az azokhoz kapcsolódó sztereotípiák nyugati kultúrákban történő megváltozásában, valamint a nemek közötti társadalmi egyenlőtlenségek csökkentésében nagy szerepük van a gendertudományt megalapozó feminista mozgalmaknak, amelyek síkra szálltak a nők gazdasági és jogi egyenlőségéért.
A női és férfi nemi szerepek minden nembeli egyének számára korlátozóak az önmegvalósítás terén, tehát a nők nemi szerepek alóli felszabadítása magában hordozza a férfiak felszabadításának vágyát is. E nézet szerint az egyenlőségért való küzdelem az elnyomó szempontjából mindenképpen veszteségekkel jár, ám ettől ez még nem hatalomátvétel, hanem hatalommegosztás.

## Gendernyelvészet
A nyelvészet a gender fogalmának más aspektusait igyekszik figyelembe venni: „A gender nem egy állandó, hanem interakcióban, performatív beszédaktusok mentén létrejövő nyelvi viselkedési mintázat, amelynek jellemző jegyeit befolyásolni képesek olyan tényezők, mint a szociális és a kulturális háttér, az életkor vagy a foglalkozás, a szakmai életben betöltött pozíció.” (JUHÁSZ-KEGYESNÉ 2011: 7)
A gendernyelvészet kezdetei 1973-ra nyúlnak vissza, amikor Robin Lakoff kifejti tanulmányaiban, hogy a nők helyét a társadalomban meghatározhatja maga a nyelvhasználat is, vagyis az, hogy születésük óta „női beszédre” oktatják őket, és úgy gondolja, a nőknek el kellene sajátítaniuk az úgynevezett „férfinyelvet” is, ekkor megváltozna az esetlegesen hátrányos társadalmi helyzetük is. Ezek a tanulmányok indítottak el rengeteg kutatást, melyből később kinőtte magát a gendernyelvészet, és ma már elfogadott tudományágnak számít a nyelvészeten belül.